# Keubon Nilam
Keubon Nilam is een bestuurslaag in het regentschap Pidie van de provincie Atjeh, Indonesië. Keubon Nilam telt 274 inwoners (volkstelling 2010).